# Ostrowo (Janikowo)

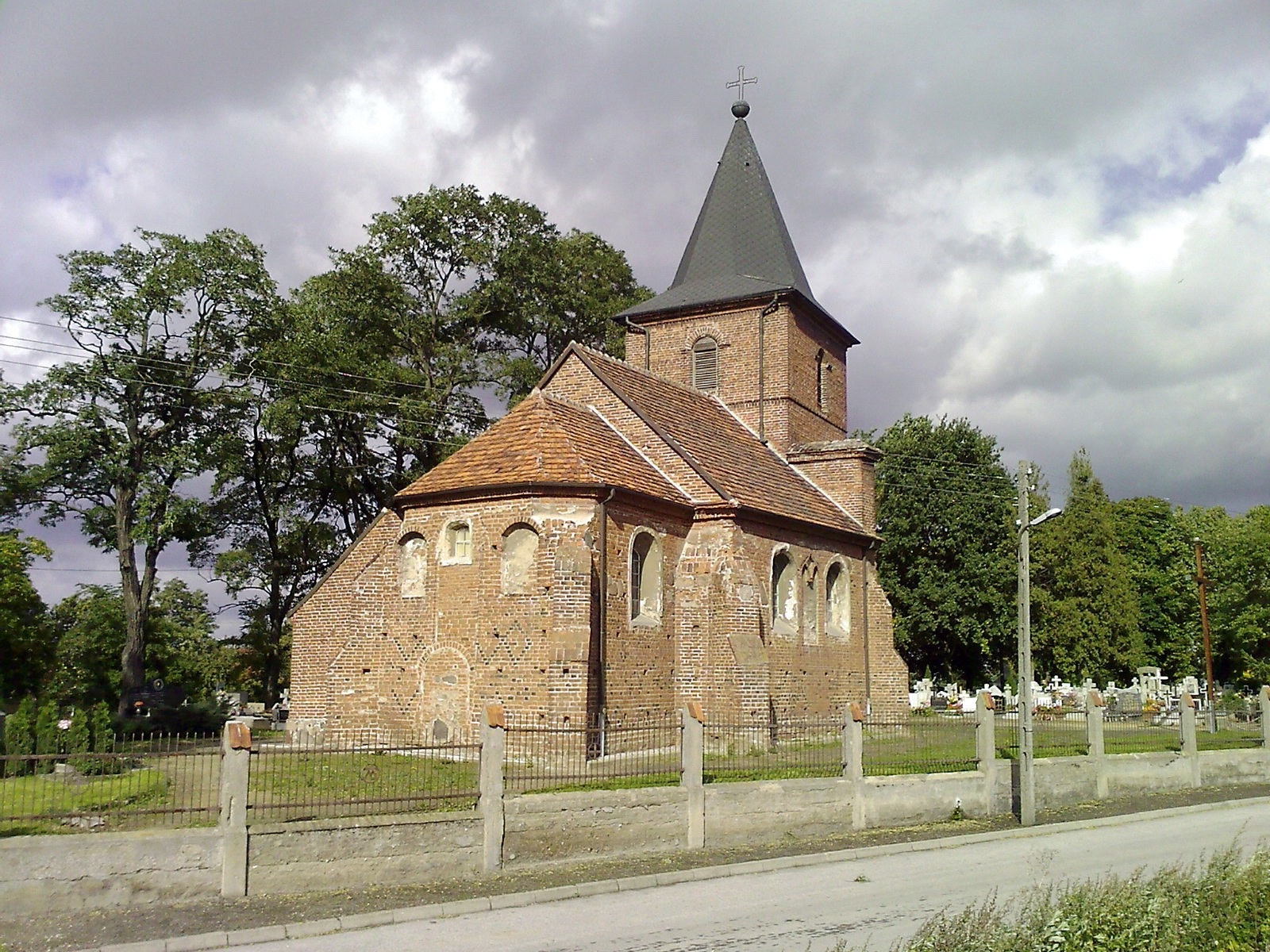
Kościół przy ul. Przyjeziernej pw. Św. Jana Chrzciciela

Ostrowo – dawna wieś pod Janikowem, dzisiaj dzielnica licząca około 250 mieszkańców.
Znajduje się tu Zakładowa straż pożarna należąca do zakładów "Janikosoda". Na terenie dzielnicy istnieje największy w Janikowie cmentarz oraz parafia św. Jana Chrzciciela z gotyckim kościołem pw. św. Jana Chrzciciela z końca XV wieku i plebanią z XIX wieku. 
Ponadto istnieje XIX-wieczny pałac i pomnik ku czci ofiar zbrodni hitlerowskich na terenie Janikowa (ul. Przyjezierna – cmentarz).

## Ulice miasta w dzielnicy
- Przyjezierna
- Przemysłowa (część)
- Łączna
- Wędkarska